# Édouard Rowlandson
Édouard Rowlandson, né le 20 juillet 1988 à Luxembourg (Luxembourg), est un joueur français de volley-ball puis de beach-volley.

## Biographie
Édouard Rowlandson naît le 20 juillet 1988 à Luxembourg au Luxembourg. Il se marie en 2018 avec Laurie Caloin au Touquet-Paris-Plage.
Habitant au Touquet-Paris-Plage, il débute le volley-ball au Touquet Athletic-club (TAC) puis, à 15 ans rejoint le pôle espoir de la région Nord-Pas-de-Calais à Wattignies, intègre le Centre national de volley-ball de Montpellier et à 18 ans, signe son premier contrat professionnel en ligue A avec l’Arago de Sète, club avec lequel il joue cinq saisons jusqu'en 2012. Il alterne en salle les postes de récèptionneur-attaquant et de libero jusqu'en équipe de France. Il totalise 52 sélections en équipe de France. 

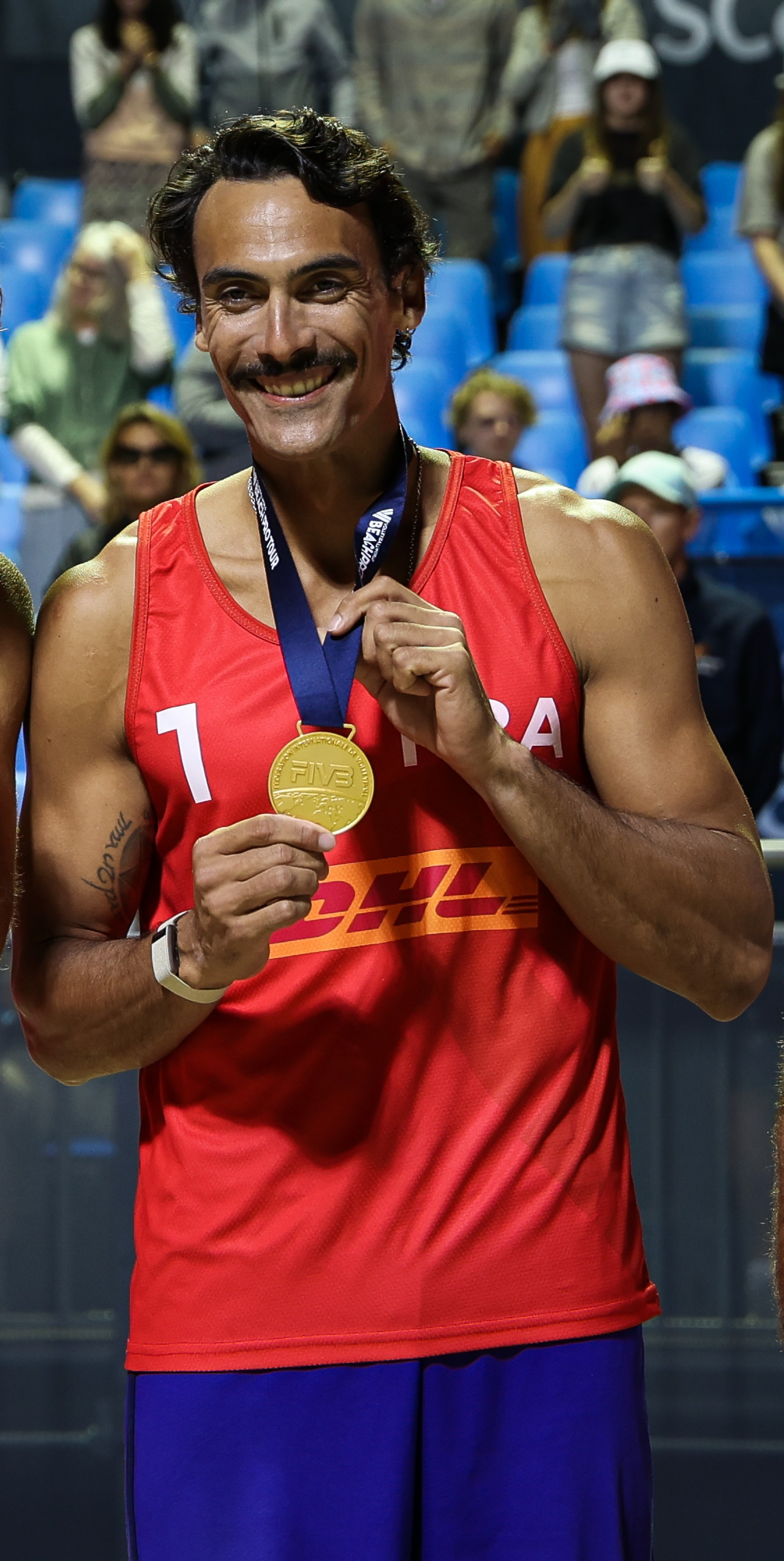
Youssef Krou en 2022.

Au printemps 2012, il décide de se consacrer exclusivement au beach-volley. Il effectue ce virage tout d'abord avec Gégory Brachard, Yannick Salvetti puis avec Andy Cès avec qui il joue deux saisons sur le circuit français, participe à quelques étapes sur le circuit international sans succès avant de s'associer définitivement à Youssef Krou. 
Sa carrière en beach volley est bien lancée puisque les Rowlandsonkrou (Édouard Rowlandson et Youssef Krou), plus communément appelés les RK, forment la paire numéro une du beach volley français, Ils seront classés quinzième mondial.
En 2016, avec son compère Youssef Krou, ils échouent pour la qualification aux Jeux olympiques de Rio. Après une pause de deux ans, ils retentent de se qualifier aux Jeux olympiques de Tokyo et, durant cette période, décrochent en 2020 le titre de champion de France sur la plage de Malo-les-Bains. Malheureusement, à la suite de la blessure à l'épaule de Youssef Krou et le report d’un an des Jeux olympiques pour cause de pandémie de Covid-19 difficilement compatible avec la vie familiale d'Édouard alors installé à Mauguio, ils abandonnent le projet fédéral pour la qualification aux Jeux olympiques de Tokyo,.
En 2018, Édouard Rowlandson amorce sa reconversion et, avec son amie, Laurie Caloin, ouvre un coffee-shop aux Deux Alpes et, en parallèle, commence une formation de moniteur de ski alpin.
En 2023, avec son partenaire Raphaël Girardin, il crée une entreprise spécialisée dans la préparation de plats diététiques pour les sportifs.

## Clubs
| Club                     | Pays   | De        | À         |
| ------------------------ | ------ | --------- | --------- |
| Arago de Sète            | France | 2007-2008 | 2011-2012 |
| Montpellier Beach Volley | France | 2012-2013 | 2014-2015 |

## Palmarès
- Championnat d'Europe
  - Finaliste : 2009

- Championnat d'Europe des moins de 21 ans
  - Finaliste : 2006

- Championnat d'Europe des moins de 19 ans
  - Finaliste : 2005